# Le Masque gris
Le Masque gris (Grey Mask) est un roman policier écrit par l'écrivaine britannique Patricia Wentworth en 1928. Il est paru en France aux éditions Firmin-Didot en 1934 avant d'être repris aux éditions 10/18 dans la collection « Grands Détectives » no 2887 en 1995.

## Résumé
Après avoir fait un tour du monde pour tenter d'oublier Margaret Langton, son amour de jeunesse, Charles Moray est de retour à Londres pour prendre possession de l'héritage de son père.  Or, dans la demeure familiale dont il est maintenant le propriétaire, le jeune Charles découvre qu'une société secrète, dont Margaret Langton est l'un des membres, tient ses réunions. Dissimulé dans une penderie, le jeune héritier aperçoit le chef de la bande dont le visage est recouvert d'un masque gris en caoutchouc.  Peu après, la société secrète menace Charles Moray de représailles pour avoir assisté en douce à cette réunion et avoir l'intention de contrecarrer les plans d'un enlèvement projeté. Grâce à son ami Archie Millar, Charles Moray se tourne alors sans trop y croire vers une certaine Miss Silver, qui se prétend détective privé, mais qui aime surtout le thé, le tricot et les commérages. Or, cette vieille dame se révèle beaucoup plus futée qu'il n'y paraît et d'une étonnante efficacité.